# Бушля чорношия
Бушля чорношия (Tigrisoma fasciatum) — вид пеліканоподібних птахів родини чаплевих (Ardeidae).

## Поширення
Ареал виду простягається від Коста-Рики до північно-західної частини Аргентини та південного сходу Бразилії. Трапляється, в основному, в передгір'ях, уздовж швидкоплинних скелястих струмків.

## Опис
Найменший представник роду, тіло завдовжки 58–64 см. Верхівка голови чорна, а боки її обличчя темно-сірі. Шия та спинна частина чорні, з широко розташованими, тонкими, блідо-червоними смугами. Черевце від сірувато-коричного до тепло-коричневого кольору, боки сірі. Дзьоб коротший і товстіший, ніж в інших бушель, чорний зверху і жовтувато-зелений знизу, із злегка вигнутим кінчиком. Райдужка жовта.

## Спосіб життя
Поза сезоном розмноження веде самотній спосіб життя. Полює вздовж річок, стоячи на березі або на каменях у річці з частково витягнутою шиєю. ЇЇ здобиччю є в основному риба, яку він ловить, вколюючи дзьобом, хоча також споживає великих комах. Будує платформне гніздо з паличок і ліан.

## Підвиди
- T. f. fasciatum, Such 1825 — трапляється на крайньому північному сході Аргентини та південно-східній Бразилії.
- T. f. pallescens, Claes C. Olrog 1950 — на північному заході Аргентини.
- T. f. salmoni, Philip Lutley Sclater and Osbert Salvin 1875 — на схилі Карибського моря в Коста-Риці та Панамі, на схід і захід від Анд у Колумбії, на південь через східний Еквадор, Перу і Болівію, і на півночі Венесуели.